# Tatworth
Tatworth is een plaats en civil parish in het bestuurlijke gebied South Somerset, in het Engelse graafschap Somerset met 2580 inwoners.